# Antsahabe
Antsahabe est une commune urbaine malgache située dans la partie nord-ouest de la région de Sofia.